# Asplundia platanthera
Asplundia platanthera är en enhjärtbladig växtart som beskrevs av Gunnar Wilhelm Harling. Asplundia platanthera ingår i släktet Asplundia och familjen Cyclanthaceae. Inga underarter finns listade.